# 喬爾·科特尼
喬爾·科特尼（英語：Joel Courtney，1996年1月31日—）是一位美國演員。他在電影《超級8》中飾演主角Joseph "Joe" Lamb角色，并憑藉此片獲得土星獎。

## 外部連結
- 官方网站
- 喬爾·科特尼在互联网电影资料库（IMDb）上的資料（英文）
- 喬爾·科特尼的X（前Twitter）
- 喬爾·科特尼的Facebook專頁